# Dajarra
Dajarra is een plaats in de Australische deelstaat Queensland en telt 179 inwoners (2006).